# Toguan Bay
Toguan Bay är en vik i Guam (USA).   Den ligger utanför kommunerna Umatac och Merizo, i den sydvästra delen av Guam, 23 km söder om huvudstaden Hagåtña.